# جون أ. راسيل
جون أ. راسيل (بالإنجليزية: John A. Russell)‏ هو مجدف بريطاني، ولد في 1 يونيو 1933 في إبسوم في المملكة المتحدة.

## وصلات خارجية
- جون أ. راسيل على موقع الاتحاد الدولي للتجديف (الإنجليزية)
- جون أ. راسيل على موقع أوليمبيديا (الإنجليزية)
- جون أ. راسيل على موقع اللجنة الأولمبية البريطانية (الإنجليزية)